# 绒毛槐
绒毛槐，台灣稱毛苦參

。为豆科苦參屬的一个种。別名有絨毛槐（植物分類學報）、海南槐（中國主要植物圖說──豆科）、嶺南槐樹（中國樹木分類學）、毛苦豆、嶺南苦參、海南槐樹。

## 原產地與分佈
原產地於琉球、小笠原群島及亞洲熱帶海岸地區或島嶼上。
臺灣分佈於臺東、高屏、恆春半島、蘭嶼、綠島珊瑚礁岩上；生於海邊砂地及向陽坡疏林中。
對於蜜蜂與蝴蝶，甚至部分北美地區的蜂鳥來說，毛苦蔘其花蜜可供採食。在美國佛羅里達州被當地植物愛好者當作旱生園藝造景植物，而野外原生的毛苦蔘只分佈在佛羅里達州中部與南部的沿岸區域。其近親特有種則出現在美國德克薩斯州與加勒比海各國。在澳大利亞，毛苦蔘的部分特有種，在部分區域被列為保育類，原因是因為其他物種侵入，以及其海岸棲息地被清理。

## 用途
有下列用途
1. 海岸防風林帶、綠籬、行道樹、盆栽；可單植、列植、叢植。
2. 園藝觀賞樹：無論花、果、葉、樹形等，均具觀賞價值。
3. 藥用：性味：根：苦，有毒。效用：根：緩下，袪痰。根獲全草：清熱利濕，袪痰，消腫止痛，苦味健胃，緩瀉，殺菌止痢。治咽喉腫痛；根：主治霍亂，腹瀉，腹痛，膽汁性嘔氣。
  1. 菲律賓原住民有以葉及種子治胃病者[6]。
  2. 在斯里蘭卡，毛苦蔘被稱為 Moodu Murunga。其果實部分與辣木果實類似，被當地居民當作毒魚餌食，驅蟲劑或驅除蜘蛛。

毛苦蔘是中藥名稱，如其名，性味苦沈，猶如人蔘，神農本草經與本草綱目都有記載，傳統醫學用來清熱利濕，驅風，清除腸道寄生蟲；有人當作農用殺蟲劑，以殺死牛或馬等牲畜的寄生蟲或農作物害蟲。
1958年，研究發現，毛苦蔘根部含苦蔘鹼等多種生物鹼，生物鹼是植物自身防止被動物食用的防禦武器，現在已經被廣泛應用於人類癌症、肝炎、皮膚病的治療上，顯示其藥用價值比觀賞價值還要高。

## 植物特性
灌木或小喬木，高 2~4 公尺；枝被灰白色短絨毛。
羽狀複葉長 12~18 公分；無托葉；小葉 5~7 (-9)對，近革質，寬橢圓形或近圓形，稀卵形，長 2.5~5 公分，寬 2~3.5 公分，先端圓形或微缺，基部圓形，稍偏斜，上面灰綠色，無毛，具光澤，下面密被灰白色短絨毛，幹時邊緣反捲或內折，中脈上面稍凹陷，側脈不明顯。
通常為總狀花序，有時分枝成圓錐狀，頂生，長 10~20 公分，被灰白色短絨毛；花較密；花梗與花等長，長 1.5~1.7 公分；苞片線形；花萼鍾狀，長 0.5~0.6 公分，被灰白色短絨毛，幼時具 5 萼齒，甚小，成熟時簷部偏斜，近截平，萼下有一關節；花冠淡黃色或近白色，旗瓣闊卵形，長 1.7 公分，寬 1 公分，邊緣反捲，柄長約 0.3 公分，翼瓣長橢圓形，與旗瓣等長，具鈍圓形單耳，柄纖細，長約 0.5 公分，龍骨瓣與翼瓣相似，稍短，背部明顯呈龍骨狀互相蓋疊；雄蕊 10，分離；子房密被灰白色短柔毛，花柱短，長不到 0.2 公分。
莢果為典型串珠狀，長 0.7~1 公分，徑約 1 公分，表面被短茸毛，成熟時近無毛，有多數種子；種子球形，褐色，具光澤。花期 8~10 月，果期 9~12 月。

## 扩展阅读
維基物種上的相關：绒毛槐